# Giovanna Bruna Balducci
Giovanna Bruna Balducci, née le 19 novembre 1886 à Pistoie et morte au XXe siècle, est une compositrice italienne.

## Biographie
Giovanna Bruna Balducci a notamment composé une féerie en 1 acte, Magia, représentée à Florence, à l’Institut maternel en 1909.